# Département d'Alépé
Le département d'Alépé est un département de Côte d'Ivoire. 